# Daniel Rivera Kuzawka
Daniel Rivera Kuzawka (ur. 15 sierpnia 1959) – urugwajski szachista, mistrz międzynarodowy od 1993 roku.

## Kariera szachowa
W 1977 r. zajął VII miejsce w mistrzostwach państw panamerykańskich juniorów, rozegranych w São Paulo. Kilka lat później awansował do ścisłej czołówki urugwajskich szachistów. Wielokrotnie startował w finałach mistrzostw kraju, dwukrotnie (1982, 1985) zdobywając złote medale. Był również dwukrotnym wicemistrzem kraju (1983, 1984). W latach 1982, 1986 i 1994 trzykrotnie reprezentował narodowe barwy na szachowych olimpiadach, był również uczestnikiem drużynowych mistrzostw państw panamerykańskich w 1985 r., na których zdobył brązowy medal za indywidualny wynik na II szachownicy. 
Odniósł kilka sukcesów w turniejach międzynarodowych, m.in. I m. w La Horze (1985), dwukrotnie I m. w Valladolid (1986, 1987), dz. I m. w Pontevedrze (1992, wspólnie z m.in. Alejandro Hoffmanem), dz. II m. w Saragossie (1997, za Aleksą Strikoviciem, wspólnie z m.in. Ovidiu-Doru Foișorem i Davorem Komljenoviciem), dz. II m. w Vilagarcii de Arousa (2000, za Olegiem Korniejewem, wspólnie z m.in. Irisberto Herrerą, Ewgenim Janewem i Jordanem Iwanowem) oraz IV m. w Mondariz (2004, za Horacio Saldano, Alejandro Hoffmanem i Ivanem Salgado Lopezem).
Najwyższy ranking w karierze osiągnął 1 stycznia 1993 r., z wynikiem 2440 punktów zajmował wówczas 2. miejsce (za Andrésem Rodríguezem Vilą) wśród urugwajskich szachistów.